# Eugène de Aardstraw
Pour les articles homonymes, voir Saint Eugène.
Saint Eugène est un missionnaire irlandais évangélisateur de la Grande-Bretagne au VIe siècle. Il est fêté le 23 août.

## Hagiographie
Selon la Tradition, Eugène', aussi nommé Owen ou Tir Eoghain est un Irlandais, qui enfant, est enlevé par des pirates et emmené comme esclave en Angleterre puis en Bretagne. Après des années de servitude, il s'échappe et devint moine. Il est nommé comme Abbé de Kilnamanagh, puis devient ermite dans le comté de Tyrone.
Il aurait été le conseiller spirituel de saint Kevin de Glandalough. Finalement il est ordonné évêque, il aurait ainsi été le premier évêque d'Aardstraw,,.
Sa fête liturgique est célébrée le 23 août.